# Liste der State-, U.S.- und Interstate-Highways in Delaware
Dies ist eine Aufstellung von State Routes, U.S. Highways und Interstates im US-Bundesstaat Delaware, nach Nummern.

## State Routes

### Gegenwärtige Strecken
- Delaware State  Route 1
- Delaware State Route 1A
- Delaware State Route 1B
- Delaware State Route 1D
- Delaware State Route 1 Business
- Delaware State Route 2
- Delaware State Route 2 Business
- Delaware State Route 3
- Delaware State Route 4
- Delaware State Route 5
- Delaware State Route 5 Alternate
- Delaware State Route 6
- Delaware State Route 7
- Delaware State Route 8
- Delaware State Route 9
- Delaware State Route 9A
- Delaware State Route 9 Truck
- Delaware State Route 10
- Delaware State Route 10 Alternate
- Delaware State Route 11
- Delaware State Route 12
- Delaware State Route 14
- Delaware State Route 14 Truck
- Delaware State Route 15
- Delaware State Route 16
- Delaware State Route 17
- Delaware State Route 18
- Delaware State Route 20
- Delaware State Route 23
- Delaware State Route 24
- Delaware State Route 24 Alternate
- Delaware State Route 26
- Delaware State Route 30
- Delaware State Route 30 Alternate
- Delaware State Route 34
- Delaware State Route 36
- Delaware State Route 37
- Delaware State Route 41
- Delaware State Route 42
- Delaware State Route 44
- Delaware State Route 48
- Delaware State Route 52
- Delaware State Route 54
- Delaware State Route 54 Alternate
- Delaware State Route 58
- Delaware State Route 62
- Delaware State Route 71
- Delaware State Route 72
- Delaware State Route 82
- Delaware State Route 92
- Delaware State Route 100
- Delaware State Route 141
- Delaware State Route 202
- Delaware State Route 261
- Delaware State Route 273
- Delaware State Route 286
- Delaware State Route 299
- Delaware State Route 300
- Delaware State Route 404
- Delaware State Route 404 Business
- Delaware State Route 491
- Delaware State Route 896
- Delaware State Route 896 Alternate
- Delaware State Route 896 Business

### Außer Dienst gestellte Strecke
- Delaware State Route 14A
- Delaware State Route 28
- Delaware State Route 404 Alternate

## U.S. Highways
- U.S. Highway 9
- U.S. Highway 13
- U.S. Highway 13 Alternate
- U.S. Business Highway 13
- U.S. Highway 40
- U.S. Highway 113
- U.S. Highway 113 Alternate
- U.S. Highway 122
- U.S. Highway 202
- U.S. Highway 301

## Interstate Highways

### Gegenwärtige Strecken
- Interstate 95
- Interstate 295
- Interstate 495

### Außer Dienst gestellte Strecke
- Interstate 895